# Église San Pasquale a Chiaia
L'église San Pasquale a Chiaia est une église de Naples qui se trouve sur la place homonyme, dans le quartier de Chiaia.

## Description

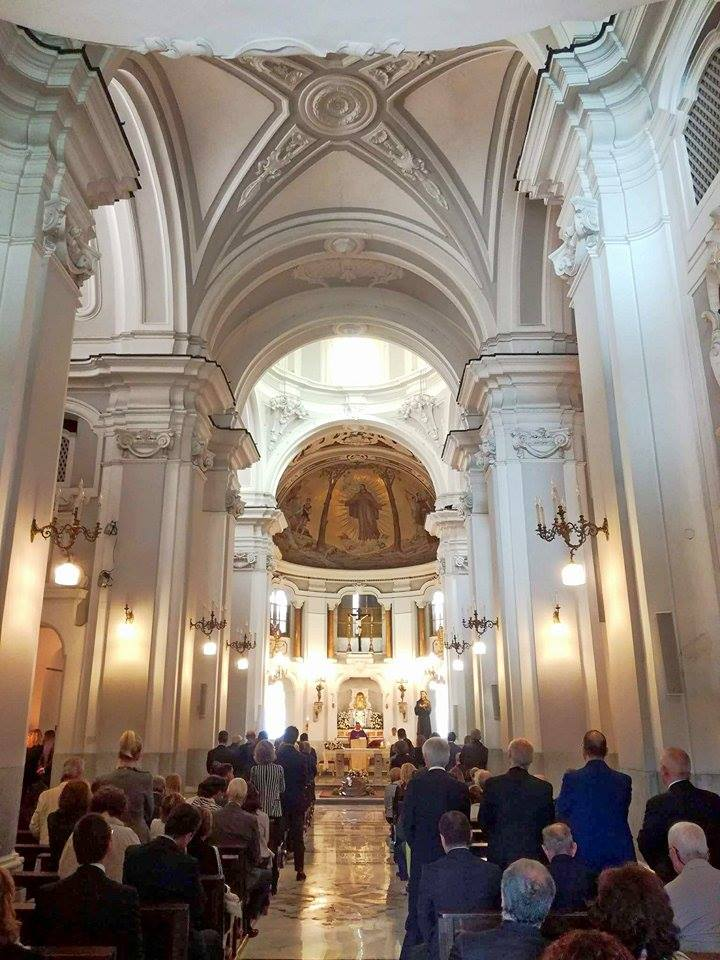
Vue de l'abside.

C'est une église du baroque napolitain du centre historique de Naples construite par les franciscains alcantarains, avec son couvent annexe. Au milieu du XVIIIe siècle, ces éléments sont accentués, puis des éléments néo-classiques sont ajoutés. 
L'église s'inscrit dans une croix grecque, modifiée ensuite par l'adjonction d'une travée.
Le maître-autel est surmonté d'une statue de saint Pascal (canonisé en 1690), patron de l'église. L'abside est décorée de mosaïques. L'église conserve des tableaux de Giacinto Diano, Antonio Sarnelli ou encore de Giovanni Battista Beinaschi.
Le corps de saint Égide-Marie de Saint-Joseph, franciscain canonisé en 1996 par Jean-Paul II qui introduisit à Naples la vénération de la Vierge du Pozzo, dite Reine et Mère de Miséricorde, se trouve dans l'église. Il avait passé sa vie comme portier au couvent de l'église.